# Priva aspera
Priva aspera là một loài thực vật có hoa trong họ Cỏ roi ngựa. Loài này được Kunth miêu tả khoa học đầu tiên năm 1818.